# 仙台西港線
仙台西港線（日语：／ Sendainishikō sen）是连接宫城县仙台市宮城野區仙台港站和同区仙台西港站的铁路线，屬於仙台臨海鐵道。

## 路线数据
- 營運商：仙台臨海鐵道（第一種鐵道事業）
- 路线長度：2.5公里
- 轨距：1067 毫米
- 車站数：2站
- 複線區間：无（全線為单線鐵路）
- 電氣化區間：无（全線為非電氣化鐵路）
- 閉塞方式：單票閉塞
- 最高时速：35km/h [1]

本線有东北地區唯一一个有信號燈的铁路道口。

## 運行形態
本線设置3對往返集装箱货运列车，和1對往返临时集装箱货运列车。

## 历史
- 1983年4月1日－线路开通。
- 1987年7月18日－9月23日，為了运送參觀“1987未來的東北博覧會（日语：'87未来の東北博覧会）”观众，設置东北博览会前站 (臨時車站)，開行仙台站-东北博览会前站的临时旅客列车，並經過本線。此外，蒸汽列车“SL東北100年号”於8月2日和9月12日－23日在同一区间間运行[2][3]。
- 1989年6月，集装箱货运开始。
- 1997年7月19日－9月30日，為了运送參觀“国际梦想交流博览会（日语：国際ゆめ交流博覧会）”观众，設置梦想交流博览会前站 (臨時車站)，開行仙台站-梦想交流博览会前站的临时旅客列车，並經過本線。

## 车站列表
| 站名     | 站名     | 站名          | 站間距離（公里） | 營業距離（公里） | 连接路线                        | 地点   | 地点   |
| 中文站名 | 日文站名 | 英文站名      | 站間距離（公里） | 營業距離（公里） | 连接路线                        | 地点   | 地点   |
| -------- | -------- | ------------- | ---------------- | ---------------- | ------------------------------- | ------ | ------ |
| 仙台港   |          | Sendaikō      | 0.0              | 0.0              | 仙台臨海鐵道臨海本線 仙台碼頭線 | 宮城縣 | 仙台市 |
| 仙台西港 |          | Sendainishikō | 2.5              | 2.5              |                                 | 宮城縣 | 仙台市 |

1987年設置的东北博览会前站 (東北博覧会前駅)和1997年設置的梦想交流博览会前站 (ゆめ交流博前駅)在同一地點，為臨時車站，距仙台港站2.2公里。JR東日本於1997年国际梦想交流博览会期間申請為第二種鐵道事業者，列車經過仙台臨海鐵道路線，但列車不停靠仙台臨海鐵道的其他車站。